# Obedska bara
Obedska bara je ramsarsko područje u jugoistočnom Srijemu, Srbija.
Smještena je između naselja Kupinovo, Obrež, Grabovci i rijeke Save, oko 40 kilometara zapadno od Beograda. Uže područje Obedske bare čini korito takozvana „Potkovica“ i viši dio terena kupinske grede takozvano „Kopito“. Specijalni rezervat prirode Obedska bara se prostire na površini od 9.820 hektara, a zaštitna zona na 19.,611 hektara.
Korito Obedske bare je ostatak napuštenog korita Save, čiji glavni tok sada teče južnije. Još prije 6000 godina ovdje je proticala preteča rijeke Save, a prije 4500 godina njen sporedni tok, da bi se prije 2000 godina formirala mrtvaja, od koje je nastala močvara.
Obedska bara je dom za više od 30 različitih vodenih, močvarnih, šumskih i livadskih biocenoza. Fauna uključuje 220 vrsta ptica, 50 vrsta sisavaca, 13 vrsta vodozemaca, 11 vrsta gmazova i 16 vrsta riba, a flora uključuje 500 vrsta biljaka, 180 vrsta gljiva i 50 vrsta mahovina. Jedno je od najbogatijih i najbolje očuvanih divljih staništa u Panonskoj nizini.

## Vanjske poveznice
- Specijalni rezervat prirode Obedska bara  Arhivirana inačica izvorne stranice od 12. rujna 2017. (Wayback Machine)